# Jordan Owens (football)
Pour les articles homonymes, voir Jordan Owens et Owens.
Jordan Owens, né le 9 juillet 1989 à Belfast (Irlande du Nord), est un footballeur international nord-irlandais. Évoluant au poste d'avant-centre, il joue pour Crusaders FC. Il détient le record de buts marqués pour les Crusaders depuis janvier 2016, date à laquelle il a dépassé Glenn Hunter.

## Biographie

### Carrière en club
Jordan Owens est l'homme d'un seul club. Depuis 2005 il est licencié au Crusaders FC. Après avoir évolué dans les catégories de jeunes, il est membre de l'équipe première depuis 2008.
En janvier 2016, à l'occasion d'un match contre les Rathfriland Rangers, il marque son 158e but et bat alors le record de buts pour les Crusaders détenu jusque là par Glenn Hunter.

### Carrière internationale
Jordan Owens fait ses débuts internationaux le 27 mai 2011 contre le pays de Galles à l'occasion d'un match amical disputé à Dublin à l'Aviva Stadium, en remplaçant Niall McGinn à la 80e minute de jeu (défaite 2-0). C'est sa seule et unique sélection.

## Palmarès
- Championnat d'Irlande du Nord
  - Vainqueur en 2014-2015 2015-2016 et 2017-2018
- Coupe d'Irlande du Nord
  - Vainqueur en 2008-2009
- Coupe de la Ligue d'Irlande du Nord
  - Vainqueur en 2011-2012
- Setanta Sports Cup
  - Vainqueur en 2012